# Lycaena orus
The Western Sorrel Copper (Lycaena orus) là một loài bướm ngày thuộc họ Bướm xanh.Nó chỉ được tìm thấy ở Nam Phi.
Sải cánh dài 21–27 mm. Chúng bay quanh năm, peaking vào mùa hè.
Larval food is Polygonum undulatum và Rumex lanceolatus.